# Канареечные мухоловки
Канареечные мухоловки (лат. Culicicapa) — род воробьиных птиц из семейства стеностировых (Stenostiridae). Распространены в Южной и Юго-Восточной Азии (от Индии и Шри-Ланки на восток до Индонезии).
У канареечных мухоловок клюв характеризуется прекрасным[каким?] наконечником, который расширяется и становится плоским в его основе. Длина тела этих тропических птиц может достигать 13 см. Пол птиц неразличим по их оперению.
Особи встречаются обычно в гористом лесу, но на некоторых островах достигают низменности. Наблюдать её можно при перелете с ветки на ветку, в тот момент, когда она охотится на воздушных насекомых.
Гнездятся они предпочтительно в лесах в районе равнин в период с апреля по июнь месяц, располагаясь в дупле деревьев или каменистых расщелинах.

## Классификация
Международный союз орнитологов относит к роду 2 вида:
- Culicicapa ceylonensis (Swainson, 1820) — Сероголовая канареечная мухоловка
- Culicicapa helianthea (Wallace, 1865) — Зеленоголовая канареечная мухоловка[1]